# 8306 Сьоко
8306 Сьоко (8306 Shoko) — астероїд головного поясу, відкритий 24 лютого 1995 року.
Тіссеранів параметр щодо Юпітера — 3,597.
Названо на честь Сьоко (яп. しょうこ(聖子) сьо:ко).